# Festella festae
Festella festae är en insektsart som först beskrevs av Giglio-tos 1893.  Festella festae ingår i släktet Festella och familjen vårtbitare. Inga underarter finns listade i Catalogue of Life.